# Labdakos
Labdakos er en figur fra den græske mytologi i den thebanske sagnkreds. Han var søn af kong Polydoros og regerede som konge af Theben. Han blev far til Laios der startede slægtens ulykker da han forsøgte at slippe af med sin søn Ødipus.
| Mytologi | Spire Denne artikel om mytologi er en spire som bør udbygges. Du er velkommen til at hjælpe Wikipedia ved at udvide den. |